# بيتر فليتشر
بيتر فليتشر (بالإنجليزية: Peter Fletcher)‏ (2 ديسمبر 1953 بمانشستر في المملكة المتحدة - ) هو لاعب كرة قدم بريطاني في مركز الهجوم. لعب مع ستوكبورت كونتي ومانشستر يونايتد وهال سيتي وهدرسفيلد تاون.

## وصلات خارجية
- بيتر فليتشر على موقع قاعدة بيانات كرة القدم.إي يو (الإنجليزية)
- بيتر فليتشر على موقع عالم كرة القدم.نت (الإنجليزية)